# Don't (Bryson Tiller)
Don't è il singolo di debutto del cantante statunitense Bryson Tiller, pubblicato il 20 maggio 2015 come primo estratto dal suo album in studio di debutto Trapsoul.

## Descrizione
Il brano è stato scritto da Tiller stesso insieme a Epikh Pro e prodotto da quest'ultimo e contiene un'interpolazione del singolo di Mariah Carey del 2005 Shake It Off. Tiller ha ammesso di avere trovato il beat del brano sulla piattaforma online SoundClick.
Don't è stato descritto da Elias Leight di Rolling Stone come "un cupo ibrido fra rap e R&B" e da Rain Adams di HotNewHipHop, che l'ha considerato come il brano più importante della carriera di Tiller, come un "mix unico di R&B e trap dalla produzione brillante e minimalista". 

## Video musicale
Il video musicale è stato pubblicato il 17 ottobre 2015 sul canale YouTube di Bryson Tiller. Dalla sua pubblicazione, il video ha accumulato oltre 500 milioni di visualizzazioni.

## Classifiche

### Classifiche settimanali
| Classifica (2016) | Posizione massima |
| ----------------- | ----------------- |
| Canada            | 52                |
| Paesi Bassi       | 84                |
| Regno Unito       | 71                |
| Stati Uniti       | 13                |

### Classifiche di fine anno
| Classifica (2016) | Posizione |
| ----------------- | --------- |
| Stati Uniti       | 35        |